# Nine (musical)
Nine è un musical teatrale ideato da Mario Fratti e Arthur Kopit su testi e musiche di Maury Yeston, e la cui fonte è la commedia di Fratti Sei donne appassionate, del 1978.
Il musical si ispira al capolavoro di Federico Fellini 8½, incentrato sulle vicende del regista Guido Contini e del suo rapporto con le donne della sua vita, la moglie Luisa, l'amante Carla, la sua musa Claudia e la defunta madre. Debuttò a Broadway nel 1982, ove rimase in scena per 729 repliche e vinse cinque Tony Award, tra cui quello al miglior musical. Nel 2009 Rob Marshall ha diretto l'omonima versione cinematografica.

## Produzioni
Il musical debuttò al Richard Rodgers Theatre il 9 maggio 1982, diretto da Tommy Tune con coreografie di Thommie Walsh, raggiungendo 729 rappresentazioni. Il cast includeva Raúl Juliá nel ruolo di Guido, Karen Akers in quello di Luisa, Liliane Montevecchi in quello di Liliane, Anita Morris in quello di Carla, Shelly Burch in quello di Claudia e Taina Elg in quello della madre di Guido. Il cast fu in seguito rimpiazzato, con Bert Convy e Sergio Franchi nel ruolo di Guido, Maureen McGovern in quello di Luisa e Priscilla Lopez in quello di Liliane. Il musical vinse cinque Tony Awards, incluso miglior musical.
Nel 1992 Nine fu rappresentato in concerto a Londra con Jonathan Pryce, Elaine Paige, Ann Crumb, Kate Copstick, e Liliane Montevecchi.
Il 12 dicembre 1996, la produzione fu diretta da David Leveaux e coreografata da Jonathan Butterell, al Donmar Warehouse, dove rimase per tre mesi. Sette anni più tardi si trasferì a Broadway sempre con Leveaux e Butterell. Dopo 23 anteprime, debuttò 10 aprile 2003 al Eugene O'Neill Theatre, dove raggiunse 283 rappresentazioni, vincendo due Tony Awards. Il cast includeva Antonio Banderas come Guido (ricevendo una nomination ai Tony), Mary Stuart Masterson come Luisa, Chita Rivera come Liliane, Jane Krakowski come Carla, Laura Benanti come Claudia, e Mary Beth Peil come la madre di Guido. Il cast fu in seguito impiazzato, con John Stamos nel ruolo di Guido, Eartha Kitt  Liliane, Rebecca Luker  Claudia, e Marni Nixon la madre di Guido.
Nel 1997 il musical fu messo in scena con successo da Saverio Marconi alle Folies Bergere di Parìgi con Jerome Pradom nel ruolo del protagonista.
Il regista Rob Marshall ha diretto nel 2009 un adattamento cinematografico del musical, dal titolo Nine, con Daniel Day-Lewis, Marion Cotillard, Penélope Cruz, Judi Dench, Sophia Loren e Nicole Kidman.

## Numeri musicali
Primo Atto
- Overture Delle Donne
- Not Since Charlie Chaplin
- Guido's Song
- The Germans at the Spa
- My Husband Makes Movies
- A Call From the Vatican
- Only With You
- Folies Bergeres
- Nine
- Ti Voglio Bene/Be Italian
- The Bells of St. Sebastian

Secondo Atto
- A Man Like You/Unusual Way/Duet
- The Grand Canal
- Simple
- Be On Your Own
- I Can't Make This Movie
- Getting Tall
- Nine/Long Ago/Nine (Reprise)

## Riconoscimenti

### Nomination ai Tony Award 1982
- Tony Award per il miglior Musical - prodotto da Michel Stuart, Harvey J. Klaris, Roger S. Berlind, James M. Nederlander, Francine LeFrak, Kenneth D. Greenblatt (VINTO)
- Tony Award per il miglior Book da Musical - Arthur Kopit
- Tony Award per i miglior componimenti - Maury Yeston (VINTO)
- Tony Award per il miglior attore in un Musical - Raul Julia
- Tony Award per la miglior attrice non protagonista in un Musical - Karen Akers, Anita Morris, e Liliane Montevecchi (VINTO)
- Tony Award per le migliori scenografie - Lawrence Miller
- Tony Award per i migliori costumi - William Ivey Long (VINTO)
- Tony Award per le migliori luci - Marcia Madeira
- Tony Award per le miglior coreografie - Thommie Walsh
- Tony Award per la miglior regia di un Musical - Tommy Tune (VINTO)

### Theatre World Awards 1982
- Theatre World Award - Karen Akers (VINTO)

### Nomination ai Drama Desk Award 1982
- Drama Desk Award per il miglior Musical (VINTO)
- Drama Desk Award per la miglior attrice non protagonista in un Musical - Shelly Burch (nominata), Liliane Montevecchi e Anita Morris (VINTO)
- Drama Desk Award per la miglior regia di un Musical - Tommy Tune (VINTO)
- Drama Desk Award per i migliori testi - Maury Yeston (VINTO)
- Drama Desk Award per la migliori musiche - Maury Yeston (VINTO)
- Drama Desk Award per i migliori costumi - William Ivey Long (VINTO)
- Drama Desk Award per le migliori luci - Marcia Madeira (VINTO)

### Nomination ai Laurence Olivier Award 1996
- Laurence Olivier Award per il miglior nuovo musical

### Nomination ai Tony Award 2003
- Tony Award per il miglior Musical - prodotto da The Roundabout Theatre Company (VINTO)
- Tony Award per il miglior attore in un Musical - Antonio Banderas
- Tony Award per la miglior attrice non protagonista in un Musical - Mary Stuart Masterson, Chita Rivera, e Jane Krakowski (VINTO)
- Tony Award per le miglior luci - Brian MacDevitt
- Tony Award per la miglior regia di un Musical - David Leveaux

### Theatre World Awards 2003
- Theatre World Award - Antonio Banderas (VINTO)
- Theatre World Award - Mary Stuart Masterson (VINTO)

### Nomination ai Drama Desk Award 2003
- Drama Desk Award per il miglior Musical - prodotto da The Roundabout Theatre Company (VINTO)
- Drama Desk Award per il miglior attore in un Musical - Antonio Banderas  (VINTO)
- Drama Desk Award per la miglior attrice non protagonista in un Musical - Mary Stuart Masterson, Chita Rivera, e Jane Krakowski (VINTO)
- Drama Desk Award per la miglior regia di un Musical - David Leveaux